# Trip To Raveland
A Trip To Raveland című dal a német Marusha 4. kimásolt kislemeze a Raveland című albumról, mely a Low Spirit kiadónál jelent meg. A dal több országban is slágerlistás helyezést ért el, többek között Németországban, ahol a 29. helyig jutott.

## Megjelenések
CD Maxi-Single  Low Spirit Recordings – 853517-2
1. Raveland (Wicked Mix) 5:51
2. Upside Down (Pumpin' Mix) 5:25
3. Raveland (Video Mix) 3:21

12" remixes  Low Spirit Recordings – none
- A Trip To Raveland (Frankie Jones Remix) 5:22 Remix – Franky Jones
- B1 Trip To Raveland (Paul Elstak Remix) 5:34 Remix – Paul Elstak
- B2 Trip To Raveland (RMB Remix) 5:48 Remix – RMB

## Slágerlista
| 1994 | "Trip To Raveland" | 29 | 18 | 14 | 30 | 34 |

## Külső hivatkozások
- Nézd meg a videóklipet a YouTube-on[5]
- A maxi cd a recordsale.de oldalon[6]